# Hotel Hafen Flensburg
Hotel Hafen Flensburg (også Hotel Havn Flensborg, tidligere Kayser’s Hof) er et hotel i Flensborg. Hotellet ligger i Flensborgs indre by ved Skibbroen. Bygningen, der er fra 1900-tallet, har været igennem en omfattende restaurering de sidste år. Tidligere blev bygningen bland andet anvendt som bordel. Det nuværende 4-stjerne-hotel råder over 69 hotelværelser og lejligheder, mødelokaler, et restaurant og et wellnessområde.